# Ove Vind
 Der er flere personer med dette navn, se Ove Vind (godsejer).
Ove Vind (16. september 1665 på Næsbyholm i Skåne – 15. april 1722 i Frederiksstad) var en dansk officer.
Han var søn af vicekansler Holger Vind, blev fændrik ved Marineregimentet 1685 og to år senere kaptajn ved Dronningens Livregiment, 1696 kom han til Norge som major ved Oplandske nationale Infanteriregiment, fik 1697 oberstløjtnants karakter, blev 1700 virkelig oberstløjtnant og 1704 karakteriseret oberst ved samme regiment. 1707 blev han chef for Akershusiske nationale Infanteriregiment, 1710 brigader, 1716 generalmajor.
Han fratrådte da regimentskommandoen og overtog en af de søndenfjeldske «Grænsekantoner», men blev allerede i januar 1717 udnævnt til kommanderende general nordenfjelds. Han tog sig med iver og nidkærhed af sit nye, ansvarsfulde embede. Grænseposteringerne søgte han at styrke ved nye forhugninger og forberedte troppernes hurtige samling til grænsernes forsvar. Efter mange vanskeligheder opnåede han kredit på levnedsmidler til magasinerne hos borgerskabet og inddrev desuden forråd hos bønderne til trods for, at disse havde haft dårlig avling sidste Høst. Da Vind på grund af usikre og mangelfulde efterretninger om fjenden end videre fandt sig foranlediget til at holde kompagnierne samlede, blev misnøjen hos almuen almindelig, så meget mere som fjenden i det store og hele holdt sig i ro, og Vinds foranstaltninger derfor ansås for unødvendige. Delvis var det vel denne misstemning mod Vind, men vistnok end mere de omkostninger for «Kongens Kasse», som var en følge af troppesamlingerne, der bevirkede, at han våren 1718 mod sin vilje blev erstattet nordenfjelds af generalmajor Vincents Budde og udnævnt til kommandant i Frederiksstad. Her døde han 15. april 1722.
Han var gift med Alette Margrete Dorn (født i Holsten 26. oktober 1671, død i Danmark 11. december 1749).